# Нова Майна
Нова Майна (на руски: Новая Майна) е селище от градски тип в Русия, разположено в Мелекески район, Уляновска област. Населението му към 1 януари 2018 година е 5605 души.